# Croutoy
Croutoy is een gemeente in het Franse departement Oise (regio Hauts-de-France) en telt 233 inwoners (2005). De plaats maakt deel uit van het arrondissement Compiègne.

## Geografie
De oppervlakte van Croutoy bedraagt 3,3 km², de bevolkingsdichtheid is 70,6 inwoners per km².
De onderstaande kaart toont de ligging van Croutoy met de belangrijkste infrastructuur en aangrenzende gemeenten.

## Demografie
Onderstaande figuur toont het verloop van het inwonertal (bron: INSEE-tellingen).

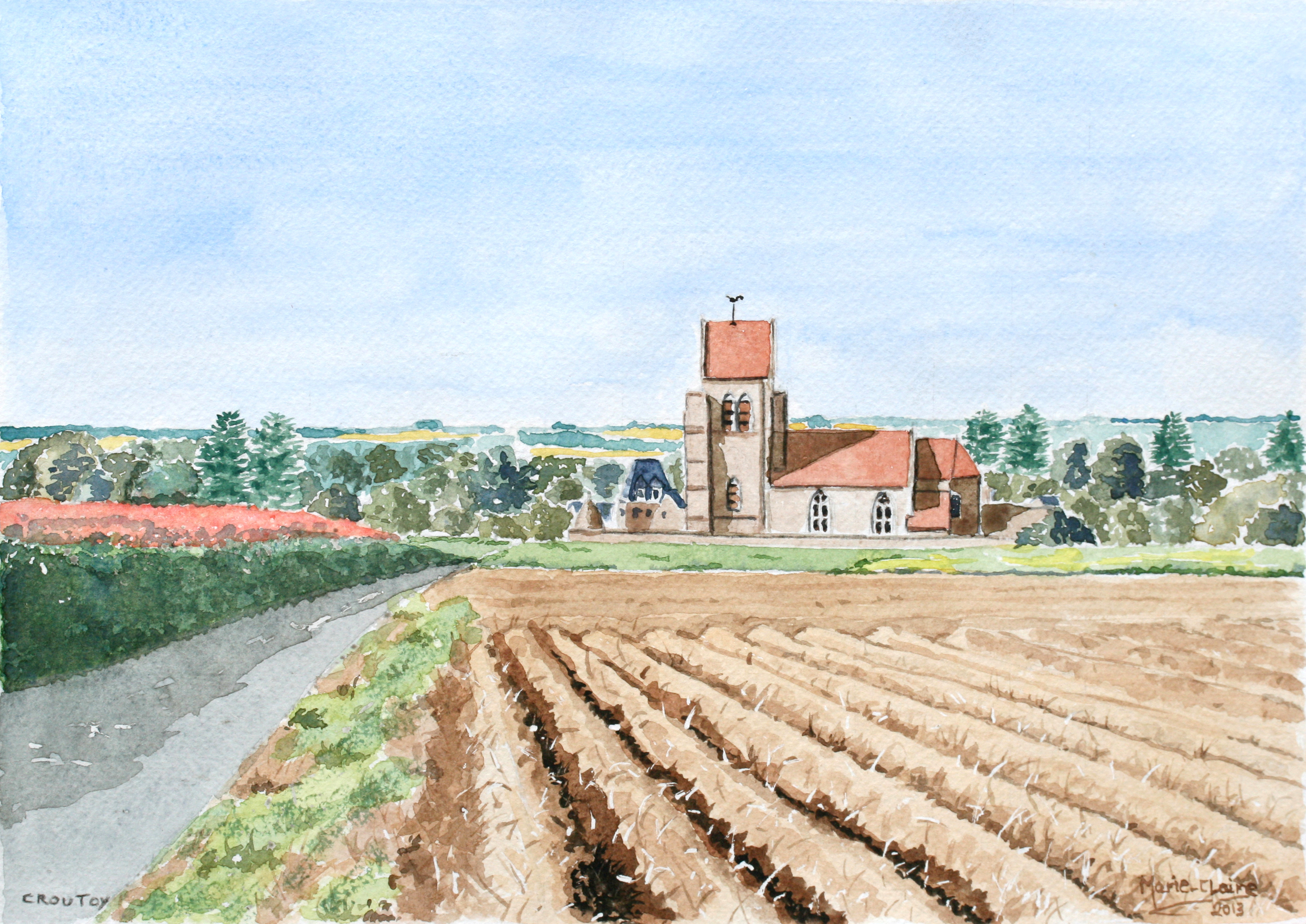
L'église Notre-Dame.